# Tomasz Tomiak
Tomasz Piotr Tomiak, född 17 september 1967 i Nowy Tomyśl i Storpolens vojvodskap i Polen, död 21 augusti 2020, var en polsk roddare.
Han tog OS-brons i fyra med styrman i samband med de olympiska roddtävlingarna 1992 i Barcelona.